# Gleusdorf

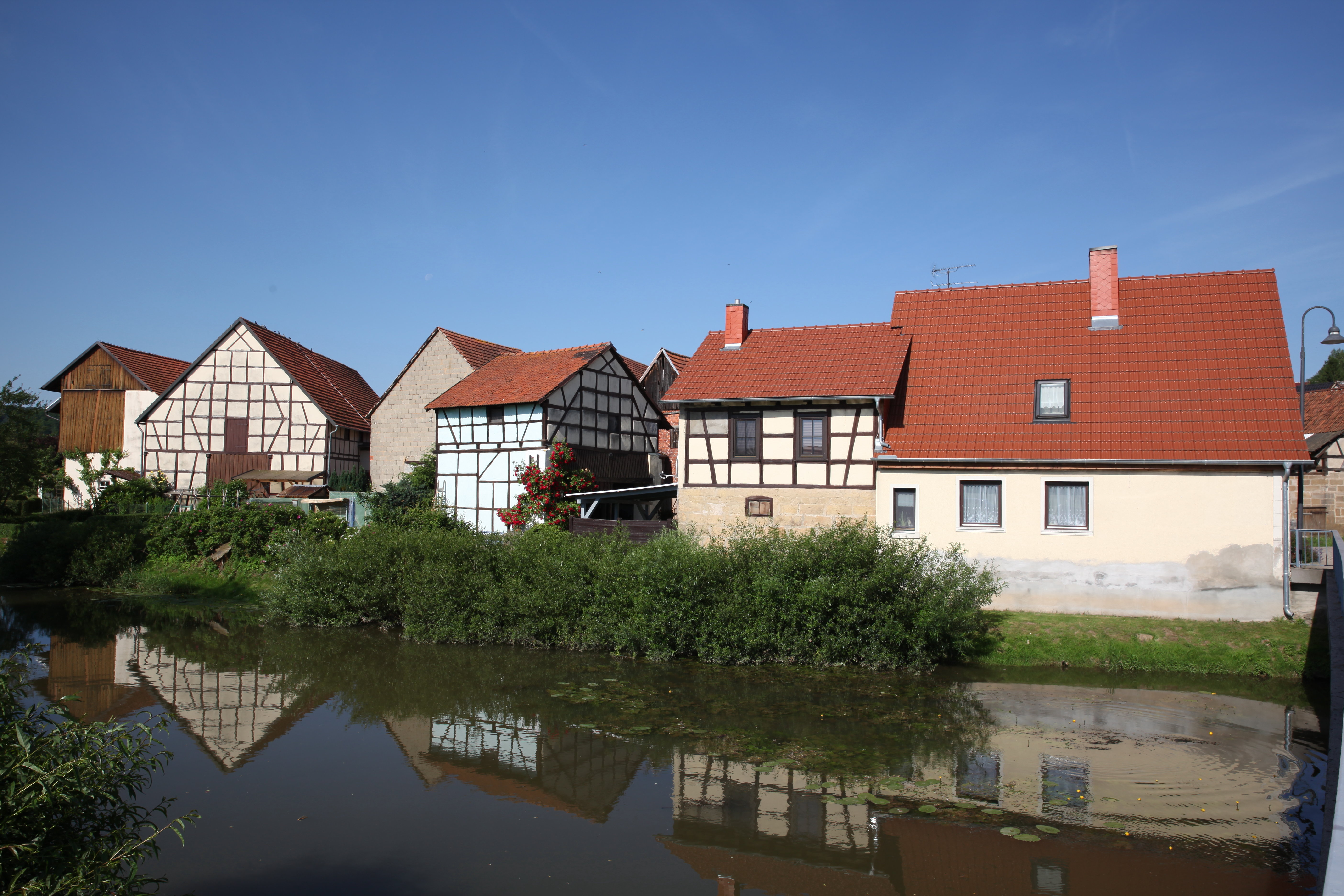
Blick über die Itz auf Gleusdorf

Gleusdorf ist ein Gemeindeteil der Gemeinde Untermerzbach im unterfränkischen Landkreis Haßberge in Bayern.

## Geographie
Das Kirchdorf Gleusdorf liegt an der Itz, etwa 20 Kilometer nördlich von Bamberg, 10 Kilometer westlich von Bad Staffelstein und 6 Kilometer südöstlich von Ebern.

## Geschichte
1126 wurde Gleusdorf erstmals indirekt mit dem Zeugen „Gotefridus de clupestorf“ in einer Urkunde des Klosters Banz genannt.
Nachdem die Juden im ausgehenden Mittelalter aus den großen Städten vertrieben worden waren, ließen sie sich in Franken auf dem Land nieder. Im 16./17. Jahrhundert entstand im Ort eine jüdische Gemeinde. In den 1830er Jahren lebten etwa 45 Juden in Gleusdorf, was rund 16 % der Bevölkerung entsprach. 1871 hatte die Landgemeinde Gleusdorf 383 Einwohner, davon waren 31 Juden.
Im 19. Jahrhundert zogen jüdische Familien zurück in die Städte oder wanderten in die USA aus. 1909 wurde die jüdische Gemeinde Gleusdorf aufgelöst und das Vermögen der Gemeinde der Israelitischen Kultusgemeinde Memmelsdorf übertragen. Der letzte jüdische Einwohner Gleusdorfs wurde 1909 in Ebern beigesetzt.

## Baudenkmäler
- Synagoge
- Katholische Filialkirche Mariä Geburt

- Der älteste Teil der katholischen Filialkirche Mariä Geburt, das Satteldach des Kirchenschiffs, wird auf 1484/85 datiert. Der eingezogene Chor des Saalbaus trägt die Bezeichnung „1663“, die Dachkonstruktion stammt von 1736/1737. Das veränderte Turmdach des Dachreiters mit Zwiebelhaube und Laterne wird auf 1737 datiert. Der Sakristeianbau hat ein Pyramidendach. Die Kirchhofmauer aus Sandsteinquadern geht im Kern auf das 17./18. Jahrhundert zurück. Ein Paramentenhäuschen, ein eingeschossiger Satteldachbau mit Schindelverkleidung, entstand um 1900 neben der Kirche.
- Schloss Gleusdorf

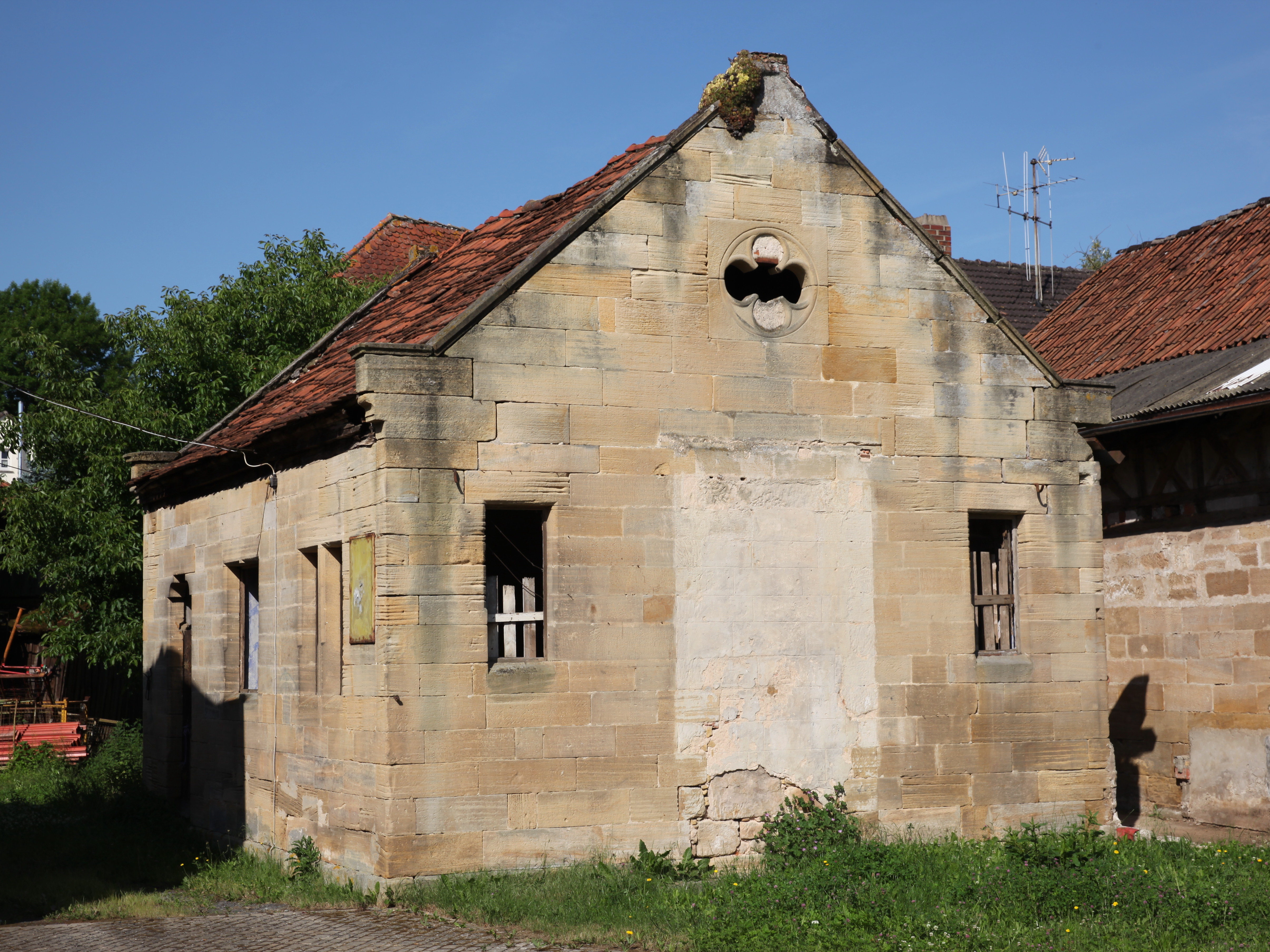
Synagoge
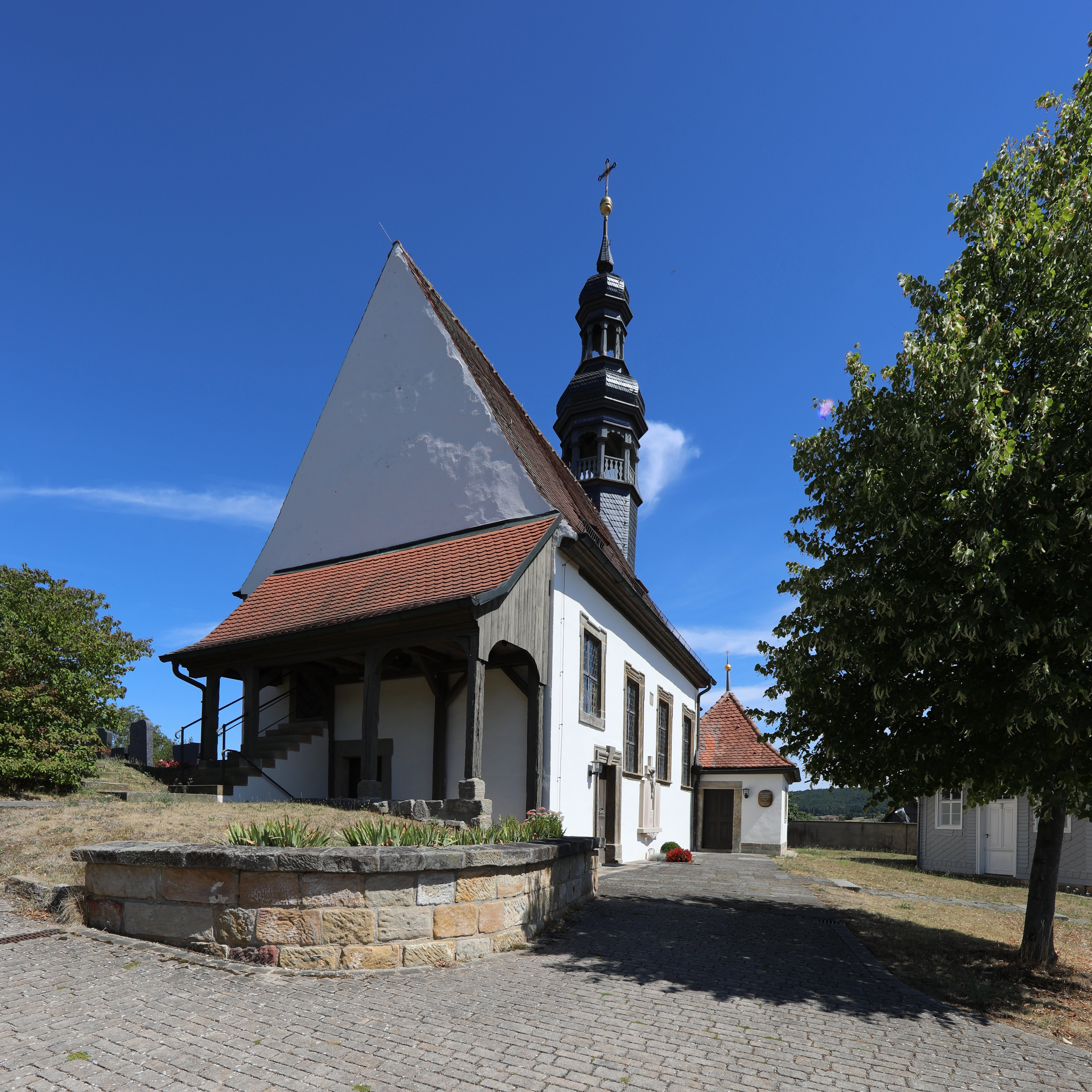
Katholische Filialkirche Mariä Geburt